# Nekā (kommunhuvudort i Iran)
Nekā (persiska: نكا, نيكا, نارَنج باغ, Nekā’, نكاء) är en kommunhuvudort i Iran.   Den ligger i provinsen Mazandaran, i den norra delen av landet, 200 km nordost om huvudstaden Teheran. Nekā ligger 50 meter över havet och antalet invånare är 48 847.
Terrängen runt Nekā är platt åt nordväst, men åt sydost är den kuperad. Runt Nekā är det ganska tätbefolkat, med 72 invånare per kvadratkilometer. Nekā är det största samhället i trakten. Trakten runt Nekā består till största delen av jordbruksmark.